# Selenicereus inermis
A Selenicereus inermis egy rokonainál dísznövényként ritkábban tartott, de széles elterjedési területű epifita kaktusz.

## Elterjedése és élőhelye
Bolívia, Costa Rica, Mexikó, Panama, Venezuela: La Guayra területe, Kolumbia; 10–1800 m tszf. magasságban.

## Jellemzői
Világoszöld, kúszó hajtású növény, hajtásai legfeljebb 12,5 mm átmérőjűek, 3-5 bordásak, areolái távol állnak, kezdetben sok tövist hordoznak, idősebb korban azonban elvesztik a töviseket. Virágai 150 mm hosszúak, fehérek, a töve vöröses. A pericarpium és a tölcsér sok tövist visel, a külső szirmok tövükön vörösek, csúcsuk felé világoszöldek, a belső szirmok fehérek. A bibe halvány rózsaszínű, a porzók zöldessárgák.

## Rokonsági viszonyai
Jelenleg ebbe a fajba sorolják a Selenicereus rubineus és wecklei néven leírt taxonokat is.